# Osmio nativo
L'osmio nativo è un minerale composto da osmio, iridio e rutenio. La definizione dell'IMA adottata nel 1991 classifica con questo nome le leghe di Os, Ir e Ru cristallizzate  secondo il sistema esagonale che contengono osmio come elemento più abbondante.

## Morfologia
L'osmio nativo si trova in granuli informi dispersi in una matrice.

## Origine e giacitura
L'osmio si rinviene nei depositi di segregazione magmatica e negli strati alluvionali originati da rocce ultrabasiche.

## Varietà
L'iridosmina è una varietà di osmio ricca di iridio precedentemente considerata una specie a sé stante.